# Grammy Awards 1972
La 14ª edizione dei Grammy Awards si è svolta il 15 marzo 1972 presso il Felt Forum di New York.

## Vincitori e candidati

### Categorie principali

#### Registrazione dell'anno
- It's Too Late - Carole King; Lou Adler (produttore)
- Joy To The World - Three Dog Night; Richard Podolor (produttore)
- My Sweet Lord - George Harrison; George Harrison e Phil Spector (produttori)
- Theme From Shaft - Isaac Hayes; Isaac Hayes (produttore)
- You've Got a Friend - James Taylor; Peter Asher (produttore)

#### Canzone dell'anno
- You've Got a Friend, scritta da Carole King, cantata da James Taylor e Carole King
- Help Me Make It Through the Night, scritta e cantata da Kris Kristofferson
- It's Impossible, scritta da Sid Wayne e Armando Manzanero, cantata da Perry Como
- Me and Bobby McGee, scritta da Kris Kristofferson e Fred Foster, cantata da Janis Joplin
- (I Never Promised You A) Rose Garden, scritta da Joe South, cantata da Lynn Anderson

#### Album dell'anno
- Tapestry - Carole King
- All Things Must Pass - George Harrison
- Carpenters - The Carpenters
- Jesus Christ Superstar (London Production) - Vari artisti
- Shaft - Isaac Hayes

#### Miglior artista esordiente
- Carly Simon
- Chase
- Bill Withers
- Emerson, Lake & Palmer
- Hamilton, Joe Frank and Reynolds

### Pop

#### Miglior interpretazione pop vocale femminile
- Carole King - Tapestry
- Joan Baez - The Night They Drove Old Dixie Down
- Cher - Gypsys, Tramps & Thieves
- Janis Joplin - Me and Bobby McGee
- Carly Simon - That's the Way I've Always Heard It Should Be

#### Miglior interpretazione pop vocale maschile
- James Taylor - You've Got a Friend
- Bill Withers - Ain't No Sunshine
- Neil Diamond - I Am... I Said
- Gordon Lightfoot - If You Could Read My Mind
- Perry Como - It's Impossible

#### Miglior interpretazione pop vocale di un gruppo/duo
- Carpenters - The Carpenters

### R&B

#### Miglior canzone R&B
- Ain't No Sunshine, scritta ed eseguita da Bill Withers
- If I Were Your Woman, scritta da Clay McMurray, Laverne Ware e Pamela Sawyer, eseguita da Gladys Knight & the Pips
- Never Can Say Goodbye, scritta da Clifton Davis, eseguita da The Jackson 5
- Mr. Big Stuff, scritta da Joseph Broussard, Carol Washington e Ralph Williams, eseguita da Jean Knight
- Smiling Faces Sometimes, scritta da Barrett Strong e Norman Whitfield, eseguita da The Undisputed Truth